# 1. Klasse Pommern 1942/43
Die 1. Klasse Pommern 1942/43 war die zehnte Spielzeit der zweitklassigen 1. Klasse Pommern im Sportgau Pommern. Der Gau Pommern wurde im September 1942 in 31 Kreisen eingeteilt, für die Meisterschaftsspiele im Fußball wurden die Kreise zu neun kreisgruppen zusammengefasst. Die Meister der Kreisgruppen qualifizierten sich für die Aufstiegsrunde zur Gauliga Pommern 1943/44. Dort setzten sich der LSV Stolpmünde, der SV Preußen Köslin und die WKG Marine-Flakschule Swinemünde durch.

## Kreisgruppe A
| Pl. | Verein                           | Sp. | S | U | N | Tore    | Quote | Punkte |
| --- | -------------------------------- | --- | - | - | - | ------- | ----- | ------ |
| 1.  | TSV 1860 Stralsund               | 4   | 4 | 0 | 0 | 008:200 | 4,00  | 08:0   |
| 2.  | WKG KAS Saßnitz (N)              | 3   | 2 | 0 | 1 | 011:600 | 1,83  | 04:20  |
| 3.  | LSV Tutow (N)                    | 2   | 1 | 0 | 1 | 003:200 | 1,50  | 02:20  |
| 4.  | Reichsbahn SG Germania Stralsund | 4   | 1 | 0 | 3 | 010:160 | 0,63  | 02:60  |
| 5.  | Stralsunder Post-SG 1907         | 3   | 0 | 0 | 3 | 004:100 | 0,40  | 0:60   |

| (N) | Neuling |

## Kreisgruppe B

### Gruppe A
| Pl. | Verein                                           | Sp. | S | U | N | Tore    | Quote | Punkte |
| --- | ------------------------------------------------ | --- | - | - | - | ------- | ----- | ------ |
| 1.  | WKG Marine-Flakschule Swinemünde                 | 7   | 7 | 0 | 0 | 053:120 | 4,42  | 14:0   |
| 2.  | WKG Marine-Flakabt. 233 Swinemünde (N)           | 6   | 3 | 1 | 2 | 026:150 | 1,73  | 07:50  |
| 3.  | LSV Garz/Swinemünde                              | 6   | 1 | 2 | 3 | 019:190 | 1,00  | 04:80  |
| 4.  | TSV 1861 Swinemünde                              | 4   | 1 | 1 | 2 | 003:150 | 0,20  | 03:50  |
| 5.  | WKG Marine-Peilhauptstelle Ahlbeck (N)           | 5   | 0 | 0 | 5 | 004:440 | 0,09  | 0:10   |
| 6.  | WKG KAL Swinemünde a                             | 0   | 0 | 0 | 0 | 000:000 | 1,00  | 0:0    |
| 7.  | WKG Kübef Swinemünde a (N)                       | 0   | 0 | 0 | 0 | 000:000 | 1,00  | 0:0    |
| 8.  | WKG der 3. Marine-Kraftfahrabt. Swinemünde a (N) | 0   | 0 | 0 | 0 | 000:000 | 1,00  | 0:0    |

| (N) | Neuling |

### Gruppe B
| Pl. | Verein                                     | Sp. | S | U | N | Tore    | Quote | Punkte |
| --- | ------------------------------------------ | --- | - | - | - | ------- | ----- | ------ |
| 1.  | HSV Truppenluftschutzschule Greifswald (N) | 6   | 6 | 0 | 0 | 025:500 | 5,00  | 12:0   |
| 2.  | Greifswalder SC                            | 5   | 1 | 1 | 3 | 016:160 | 1,00  | 03:70  |
| 3.  | SV Peenemünde                              | 3   | 1 | 0 | 2 | 006:900 | 0,67  | 02:40  |
| 4.  | WKG der BSG Arado Anklam                   | 4   | 0 | 1 | 3 | 008:250 | 0,32  | 01:70  |
| 5.  | WKG Marineflakschule Usedom b (N)          | 0   | 0 | 0 | 0 | 000:000 | 1,00  | 0:0    |
| 6.  | SC Wolgast b                               | 0   | 0 | 0 | 0 | 000:000 | 1,00  | 0:0    |
| 7.  | LSV Greifswald b                           | 0   | 0 | 0 | 0 | 000:000 | 1,00  | 0:0    |
| 8.  | LSV Richthofen Anklam b                    | 0   | 0 | 0 | 0 | 000:000 | 1,00  | 0:0    |

| (N) | Neuling |

### Finale Kreisgruppe B
| Datum       |                                                    | Ergebnis |                                                          | Ort    |
| ----------- | -------------------------------------------------- | -------- | -------------------------------------------------------- | ------ |
| 9. Mai 1943 | WKG Marine-Flakschule Swinemünde (Sieger Gruppe A) | 8:4      | HSV Truppenluftschutzschule Greifswald (Sieger Gruppe B) | Anklam |

## Kreisgruppe C
| Pl. | Verein                          | Sp. | S | U | N  | Tore    | Quote | Punkte |
| --- | ------------------------------- | --- | - | - | -- | ------- | ----- | ------ |
| 1.  | WKG der BSG Hydrierwerke Pölitz | 14  | 9 | 1 | 4  | 031:270 | 1,15  | 19:90  |
| 2.  | SC Viktoria Stargard            | 14  | 7 | 4 | 3  | 034:250 | 1,36  | 18:10  |
| 3.  | SC Hansa 1922 Stettin           | 14  | 6 | 5 | 3  | 046:370 | 1,24  | 17:11  |
| 4.  | VfB-Reichspost Stettin 08       | 14  | 7 | 2 | 5  | 039:360 | 1,08  | 16:12  |
| 5.  | SV Preußen-Borussia Stettin     | 14  | 7 | 1 | 6  | 043:250 | 1,72  | 15:13  |
| 6.  | SC Comet Stettin                | 14  | 5 | 1 | 8  | 028:350 | 0,80  | 11:17  |
| 7.  | Reichsbahn SG Stettin           | 14  | 4 | 1 | 9  | 032:510 | 0,63  | 09:19  |
| 8.  | TSV 1894 Stettin                | 14  | 3 | 1 | 10 | 028:450 | 0,62  | 07:21  |
| 9.  | TSV 1862 Pölitz c (N)           | 0   | 0 | 0 | 0  | 000:000 | 1,00  | 0:0    |
| 10. | SV Nordring Stettin d           | 0   | 0 | 0 | 0  | 000:000 | 1,00  | 0:0    |

| (N) | Aufsteiger aus den 2. Klassen |

## Kreisgruppe F
Aus der Kreisgruppe F ist nur der Sieger SV Preußen Köslin und der weitere Teilnehmer LSV Kolberg überliefert.

## Kreisgruppe G
Aus der Kreisgruppe G sind nur wenig Ergebnisse überliefert, der LSV Stolpmünde qualifizierte sich als Meister der Kreisgruppe für die Aufstiegsrunde zur Gauliga Pommern. Folgende Mannschaften nahmen am Spielbetrieb teil:
- LSV Stolpmünde
- SV Stern-Fortuna Stolp (Rückzug nach der Saison)
- FC Pfeil Lauenburg
- SG SS Lauenburg
- TSG Schlawe (Rückzug nach der Saison)
- WKG Kriegsmarine Rügenwalde (Rückzug im Januar 1943)

## Kreisgruppe H
Aus der Kreisgruppe H sind nur die Teilnehmer LSV Märkisch Friedland, Dramburger SV 1913, SC Germania Neustettin und SpVgg Preußen Kietz überliefert. 

## Kreisgruppe I
Aus der Kreisgruppe I sind nicht alle Spiele überliefert, es ist unbekannt, ob der Kreismeister an einer etwaig stattgefundenen Aufstiegsrunde Abschnitt Ost teilgenommen hatte.
| Pl. | Verein                     | Sp. | S | U | N | Tore    | Quote | Punkte |
| --- | -------------------------- | --- | - | - | - | ------- | ----- | ------ |
| 1.  | FC Viktoria Schneidemühl   | 4   | 3 | 0 | 1 | 009:400 | 2,25  | 06:20  |
| 2.  | SV Deutsch Krone           | 3   | 2 | 0 | 1 | 017:500 | 3,40  | 04:20  |
| 3.  | Reichsbahn SG Schneidemühl | 4   | 1 | 1 | 2 | 006:180 | 0,33  | 03:50  |
| 4.  | SV Preußen Flatow          | 3   | 0 | 1 | 2 | 003:800 | 0,38  | 01:50  |
| 5.  | SV Hertha Schneidemühl e   | 0   | 0 | 0 | 0 | 000:000 | 1,00  | 0:0    |